# ワイルドワン (タミヤ)
ワイルドワンは、田宮模型（現・タミヤ）が生産していた1/10スケールの電動ラジコンバギー。発売は1985年、当時のキット価格は13,800円。

## 概要
アタックバギーのコンポーネンツをベースとしながら、競技用途を意識したアップデートがなされており、シャーシを黒色、ロールケージ部分を赤色の成型色としたABS樹脂とし、ボディカウルおよびルーフパネルをポリカーボネート製に、サスペンションは前後ともフルトレーリングアーム独立懸架ながらこれに本格的なコイルオーバースプリングを持つオイルダンパーを装備(但しフロントにはホーネット、リアにはマイティフロッグ（厳密には外観が異なるが、構造はほぼ同一）に用いられていた物を流用)していた。タイヤは大径かつロープロファイルで、フロントにリブパターン、リアにはホットショットの後輪で、これを1ピース構造のホイールに組み合わせていた。駆動方式はモーターを車体最後部に配し後輪を駆動するRR方式とされた。
パイプフレーム構造のボディ、および前後トレーリングアーム独立懸架のサスペンションを持つ最後のモデルでもあった。

## メカニズム
- 全備重量： ‐（コントロール装置、バッテリーを含む）
- シャシ：ABS樹脂製バスタブモノコック構造
- フロントサスペンション：フルトレーリングアーム独立懸架、オイルダンパー(コイルオーバー)装備
- リヤサスペンション：フルトレーリングアーム独立懸架、オイルダンパー(コイルオーバー)装備
- フロントタイヤ／ホイール：中空ラバー、リブパターン/1ピース構造
- リアタイヤ／ホイール：中空ラバー、スタッドブロックパターン/1ピース構造
- 駆動方式：2WD、後輪駆動
- モーター：付属マブチ製RS-540S搭載
- ギアレシオ：‐
- デファレンシャルギア：3ベベルタイプ
- 搭載バッテリー（別売り）：タミヤカドニカ7.2V（通称ラクダ型）、6Vも使用可、搭載方向：横置き
- ボディ：ポリカーボネート製、ピアノ線クリップ1点/フック固定式、インナーボディ装備、トラス構造フレーム

## 備考
- 2012年7月に「ワイルドワンオフローダー」として復刻が決定した[1]。ベース車のアタックバギー同様ESC専用モデルとなる。